# Geranium libanoticum
Geranium libanoticum är en näveväxtart som beskrevs av A. Schenk. Geranium libanoticum ingår i släktet nävor, och familjen näveväxter. Inga underarter finns listade i Catalogue of Life.